# سام جونز (سياسي أمريكي)
سام جونز (بالإنجليزية: Sam Jones)‏ هو سياسي أمريكي، ولد في 14 أبريل 1947 في موبيل في الولايات المتحدة. نشط حزبياً في الحزب الديمقراطي.